# The Gardeners' Chronicle

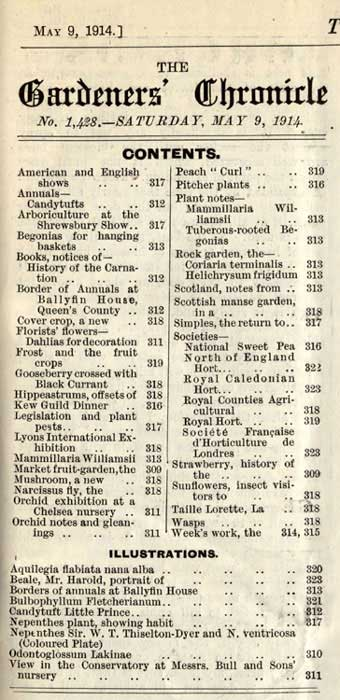
Sommaire de l'édition du Gardeners' Chronicle du 9 mai 1914

The Gardeners' Chronicle est un périodique hebdomadaire d'horticulture britannique fondé en 1841. Il a été publié sous ce titre durant près de 150 ans ; en 1986, le titre Gardeners' Chronicle est abandonné et la publication se poursuit depuis lors sous la forme du magazine Horticulture Week (en).

## Histoire
Fondé en 1841 par les horticulteurs Joseph Paxton, Charles Wentworth Dilke, John Lindley et William Bradbury The Gardeners' Chronicle a d'abord la forme d'un journal traditionnel, publié chaque vendredi, avec des nouvelles nationales et étrangères, mais aussi avec de nombreuses contributions envoyées par des jardiniers et des scientifiques, couvrant tous les aspects imaginables du jardinage.
L'un des fondateurs, John Lindley, fut le premier éditeur ; Paxton devint également éditeur plus tard. Parmi les contributeurs de premier plan figurent Charles Darwin et Joseph Hooker.
En 1851, le tirage de The Gardeners' Chronicle atteint 6 500 exemplaires. Ce nombre est surprenant comparé au très réputé Observer (6 230), et à The Economist (3 826), peut-être ces chiffres incluent-ils un large lectorat international.
Il était connu pour sa section de publicité importante et quand l'abandon d'une taxe sur le verre et l'immense intérêt généré par l'Exposition universelle de 1851 à Londres ont rendu possible la construction des petites serres personnelles, il se remplit de publicités pour des serres, beaucoup dessinées par Paxton lui-même, dont la vente lui assurait un bon revenu.

### Titres successifs
- 1841-1855 : The Gardeners' Chronicle
- 1856-1873 : The Gardeners' Chronicle and Agricultural Gazette
- 1874-1886 : The Gardeners' Chronicle. New Series (vol. 1-26)
- 1887-1956 : The Gardeners' Chronicle. Third Series (vol. 1-139)
- 1957-1963 : Gardeners Chronicle & Gardening Illustrated (vol. 140-154)
- 1964-1968 : Gardener's Chronicle : The Magazine of Advanced Gardening (vol. 155-164)
- 1969-1971 : Gardeners' Chronicle & New Horticulturist (vol. 165-170)
- 1972-1977 : Gardeners' Chronicle : The Horticultural Trade Journal (vol. 171-182)
- 1978-1985 : Gardeners' Chronicle & Horticultural Trade Journal : The Horticulture & Amenity Weekly  (vol. 183-197)
- 1985 : Gardeners Chronicle & Horticultural Trade Journal : The Horticulture Week (vol. 198)
- depuis 1986 : Horticulture Week (vol. 199-221 ; la numérotation des volumes disparaît en 1997)  (ISSN 0269-9478)

## Sources
- (en) Cet article est partiellement ou en totalité issu de l’article de Wikipédia en anglais intitulé « The Gardeners' Chronicle » (voir la liste des auteurs).